# Chanijské rýžové terasy v Chung-che
Chanijské rýžové terasy v Chung-che je soubor terasových rýžových polí v prefektuře Chung-che v jihočínské provincii Jün-nan, především v okrese Jüan-jangu, v oblastech osídlených národem Chaniů. Terasy jsou staré více než 1300 let.
Roku 2013 byla část terasových polí o rozloze 16 603 ha vyhlášena za součást světového dědictví jako „Kulturní krajina chanijských rýžových teras v Chung-che“.

## Rýžové terasy
Terasová rýžová pole se rozkládají v jihočínské provincii Jün-nan v Chanijské a iské autonomní prefektuře Chung-che. Leží na území čtyři okresů: Jüan-jangu, Chung-che, Ťin-pchinu a Lü-čchunu, jádrová oblast teras je v Jüan-jangu na svazích hor Aj-lao na březích řeky Chung-che. V okrese Jüan-jang je plocha teras 12,6 tisíce ha. 
Chaniové se v Jün-nanu objevili před 2500 lety, před 2000 lety se usídlili na březích Chung-che a začali pěstovat rýži, které se ve zdejším vlhkém subtropickém klimatu daří. Postupně vznikla síť zavlažovacích kanálů, pomocí nichž mohli rolníci využít dešťovou vodu stékající z hor.
Během posledních třinácti století Chaniové vybudovali složitý systém kanálů, který rozvádí vodu od zalesněných horských vrcholů k rýžovým polím. Na některých místech vzniklo mezi vrcholy hor a řekou až 3000 teras. Postupně vytvořili komplexní systém hospodaření založený na skloubení lesa, teras, hospodaření s vodou a malých vesnic o 50 až 100 domácnostech. Jejich zemědělství je založeno na pěstování červené rýže na terasách a zahrnuje i chov buvolů, dobytka, kachen a ryb. Ryby chovají v zaplavených rýžových terasách, přičemž díky rybám získává rýže přirozené hnojivo.